# The Fame
The Fame (deutsch Der Ruhm) ist das Debütalbum der US-amerikanischen Sängerin Lady Gaga. Es wurde erstmals im Sommer 2008 veröffentlicht, die internationale Veröffentlichung erfolgte Ende 2008 beziehungsweise Anfang 2009. Mit diesem Album gelang ihr der weltweite Durchbruch. Mit rund 15 Millionen verkauften Exemplaren gehört das Debütalbum sogar zu den erfolgreichsten des Jahrzehnts. Alle Singleauskopplungen erreichten in Deutschland, den Vereinigten Staaten, Australien, Kanada, Österreich und anderen Ländern die Top Ten der Charts. In Deutschland erreichte das Album 9-fach Goldstatus (4 × Platin + 1 × Gold). In mehr als 23 Ländern bekam The Fame Mehrfach-Platin.

## Hintergrundinformationen
Über den Titel und das Konzept ihres Debütalbums sagte Lady Gaga: „The Fame beschreibt, wie jeder sich berühmt fühlen kann. Popkultur ist Kunst... und das hört man auf The Fame. Ich möchte die Leute zu einer Party einladen, auf der man einen Teil dieses Lebensstils leben kann.“ Gaga erklärte in einem Interview mit MTV Großbritannien, dass sie zweieinhalb Jahre an der Fertigstellung des Albums gearbeitet habe.
Lady Gaga sagte weiterhin, dass das Wichtigste, was zeitgenössischer Popmusik fehle, die Kombination der Musik mit einer visuellen Inszenierung sei. Also entwarf sie theaterähnliche Sequenzen für ihre Live-Shows.

Lady Gaga auf der „The Fame Ball Tour“.

Musikalisch ist das Album von Glam-Rock-Musikern der 1970er Jahre, wie David Bowie und Queen, inspiriert. Lady Gaga kombinierte den Klang des Glam Rock mit eingängigen Popmelodien und erschuf, was sie selbst als „theatralischen Pop“ bezeichnet. Lieder wie Poker Face, Just Dance und Love Game sind Uptemposongs, wobei Poker Face als Lied mit dunklerem Klang bezeichnet wurde, mit klarem Gesang im Refrain und Pop-Anleihen. Just Dance ist auf einer Basis von Synthesizern aufgebaut, während Love Game einen zum Dance hin gerichteten Beat hat. All diese Lieder kombinieren abgehackte „Marschrhythmen“ und R&B-Einflüsse. Eh Eh ist im Vergleich zu den anderen, tanzbareren Liedern eine Ballade, die ein 1980er-Jahre-Synthpop-Feeling vermittelt und den einprägsamen „Eh Eh“-Hook aus Rihannas Umbrella mit einbindet.
Lyrisch dreht sich The Fame um den Umgang mit Ruhm und das Erlangen von Berühmtheit und Beliebtheit. I Like It Rough und Poker Face hingegen handeln von Sexualität. In einem Interview mit dem Daily Star erklärte Gaga, dass der Text von Poker Face einen Unterton von Verwirrung bezüglich Liebe und Sex in sich trage. Just Dance handelt vom Feiern. Love Game handelt von Liebe, Ruhm und Sexualität und ist mit dem Hauptthema des Albums verknüpft. Paparazzi porträtiert einen Stalker, der seinem oder ihrem großen Idol folgt. Der Text beschreibt auch das Bestreben, Ruhm zu erlangen. Lady Gaga erklärte:

„Diese Vorstellung von Ruhm zieht sich durch das ganze Album. Im Grunde genommen kann man sich, auch wenn man arm ist und nichts hat, trotzdem wunderschön und reich fühlen. The Fame handelt von Selbstfindung und Kreativität. Die Musik soll die Leute dazu anstiften, sich in einer bestimmten Weise wahrzunehmen, so dass sie eine Art „inneren“ Ruhm entwickeln, den sie auf ihre Umwelt übertragen können, und die sorgenfreie Grundstimmung des Albums spiegelt dieses Gefühl von innerem Ruhm wider.“

## Kritikerstimmen
Das Album wurde weitestgehend positiv von den Kritikern aufgefasst. Viele Kritikern verglichen Gagas stimmliche Fähigkeiten mit denen Gwen Stefanis. Metacritic errechnete eine Durchschnittswertung von 71 %, basierend auf 13 Kritiken.
Artur Schulz von der Internetseite Laut bezeichnete Lady Gagas Musik als „eingängige Tanznummern mit Ecken und Kanten“ und als „punktgenaue Attacken auf den Dancefloor […] unterstützt von Rock-Elementen.“ Er schrieb: „Tempo und eingängige Hooks werden groß geschrieben, von allzu aalglatter Produktion hält die Künstlerin sich fern. Somit finden sich mehr Ecken und Kanten als bei gleichaltrigen Kolleginnen […] und mehr Originalität. Balladen bleiben die Ausnahme, doch mit Brown Eyes beweist Lady GaGa auch in diesem Bereich ein annehmbares Händchen […] Doch nicht nur glänzendes Song-Gold findet sich auf dem Album: Ein Titel wie Poker Face rauscht ohne besonderen Wiedererkennungswert vorbei. Die Anzahl der gelungenen Tracks überwiegt hingegen, und eine Handvoll mehr als nur geglückter Nummern heben das Album angenehm über den Durchschnitt hinaus.“
Matthias Reichel, Redakteur bei CDStarts, zeigt sich ebenfalls von Lady Gaga angetan: „Sie produziert ungezwungenen Dance-Pop mit modernen Beats, ohne die Pharrells und Timbalands dieser Welt ins Studio zu locken. Diesen Part übernehmen u. a. der marokkanisch-schwedische Songwriter und Produzent RedOne […] Dazu gibt es ein paar charmant-trashige Euro-Popsongs wie Eh, Eh (Nothing Else I Can Say) und Poker Face sowie seichte Lovesongs wie Brown Eyes […] Lady Gaga bietet […] auf The Fame frisches Futter für den Dancefloor, zu dem sich unbeschwert abtanzen lässt. Die Songs pendeln zwischen hitverdächtigem Radiofutter, trashigen Nummern und modernen Club-Sounds, die nicht nur in der Dance-Szene garantiert für viel Spaß sorgen werden.“
Auch Sebastian Fasthuber vom österreichischen Magazin Now On gab The Fame eine positive Bewertung: „Wie sie in Just Dance betrunken durch den Club stolpert, mit den Paparazzi flirtet und ihr Leben als eine Mischung aus Beautiful, Dirty, Rich, Money Honey und Boys Boys Boys beschreibt, riecht The Fame dann doch mehr nach einer perfekten Inszenierung als nach einer „natural born“ Dumpfbacke. Außerdem wäre ihr sonst ein Ausreißer wie die süße Liebesballade Brown Eyes wohl nicht in dieser Qualität geglückt. Lady Gaga will Britney, Madonna und alle fünf Pussycat Dolls auf einmal sein. Und wer weiß, vielleicht hat sie auch schon den Masterplan dafür und für die darauf folgende Welteroberung im Kopf. Fürs Erste sind wir einmal gründlich verwirrt – und fühlen uns im Trash-Sinne bestens unterhalten.“

## Promotion

### The Fame Ball Tour
Lady Gaga absolvierte mehrere Auftritte weltweit, um ihr Album zu promoten. Ihre erste große Tour als Headliner, die „The Fame Ball Tour“, führte sie einmal rund um den Globus. Lady Gaga spielte insgesamt vier Shows in Deutschland, und zwar in München, Köln, Berlin und Hamburg. Die Tour begann am 12. März 2009 in San Diego und endete am 29. September 2009 in Washington, D.C. Insgesamt spielte Lady Gaga auf 69 Konzerten, die ein Einspielergebnis von 347,862 $ brachten. Die Konzerttournee erhielt positive Kritiken. Ihre klare Stimme, ihr Modegeschmack, die Aufmachung und die Inszenierung ihrer Musik fanden großen Anklang bei den Kritikern. Die Konzerte sind in vier Akte eingeteilt, Teil vier ist die Zugabe. Im Vorprogramm vor Lady Gaga traten The White Tie Affair, Chester French, Hyper Crush und die deutsche Band Cinema Bizarre auf.

#### Setliste
| Titel                                                                      |
| -------------------------------------------------------------------------- |
| The Heart (Video Intro – Enthält Samples von Love Game und Paper Gangsta.) |
| Paparazzi                                                                  |
| Love Game (Enthält die erste Textzeile von Starstruck.)                    |
| Beautiful, Dirty, Rich                                                     |
| The Brain (Video Intro – Enthält Samples von The Fame und Love Game.)      |
| The Fame                                                                   |
| Money Honey                                                                |
| Boys Boys Boys                                                             |
| The Face (Video Intro – Enthält Samples aus Just Dance.)                   |
| Just Dance                                                                 |
| Eh Eh (Nothing Else I Can Say) (Enthält Samples von Starstruck.)           |
| Band Introduction (Instrumentales Intro)                                   |
| Brown Eyes                                                                 |
| Poker Face (Pianoversion)                                                  |
| Poker Face                                                                 |

### Sonstige
Neben der Tourpromotion hatte Gaga auch einige Fernsehauftritte. So trat sie in den amerikanischen Fernsehsendungen So You Think You Can Dance, Jimmy Kimmel Live! und The Tonight Show With Jay Leno auf, sowie im vietnamesischen Fernsehen bei der 57. Wahl zur Miss Universe.
Am 31. Januar 2009 hatte Lady Gaga einen Auftritt im irischen Fernsehen in der RTÉ One's Show Tubridy Tonight, zudem trat sie am 1. April 2009 auch bei American Idol auf.
Drei Songs aus dem Album The Fame waren außerdem in der Serie Gossip Girl zu hören: Paparazzi, Poker Face und Money Honey.

## Singleauskopplungen
| Jahr | Titel                           | Höchstplatzierung, Gesamtwochen, AuszeichnungChartplatzierungen (Jahr, Titel, , Platzierungen, Wochen, Auszeichnungen, Anmerkungen) | Höchstplatzierung, Gesamtwochen, AuszeichnungChartplatzierungen (Jahr, Titel, , Platzierungen, Wochen, Auszeichnungen, Anmerkungen) | Höchstplatzierung, Gesamtwochen, AuszeichnungChartplatzierungen (Jahr, Titel, , Platzierungen, Wochen, Auszeichnungen, Anmerkungen) | Höchstplatzierung, Gesamtwochen, AuszeichnungChartplatzierungen (Jahr, Titel, , Platzierungen, Wochen, Auszeichnungen, Anmerkungen) | Höchstplatzierung, Gesamtwochen, AuszeichnungChartplatzierungen (Jahr, Titel, , Platzierungen, Wochen, Auszeichnungen, Anmerkungen) | Anmerkungen                                                                     |
| Jahr | Titel                           | DE | AT | CH | UK | US | Anmerkungen                                                                     |
| ---- | ------------------------------- | --- | --- | --- | --- | --- | ------------------------------------------------------------------------------- |
| 2008 | Just Dance                      | DE10 ×2Doppelplatin · (54 Wo.)DE | AT8 (51 Wo.)AT | CH8 ×2Doppelplatin · (56 Wo.)CH | UK1 ×3Dreifachplatin · (59 Wo.)UK                                                                                                   | US1 Diamant + Platin · (49 Wo.)US                                                                                                   | Erstveröffentlichung: 8. April 2008 Verkäufe: + 15.600.559; feat. Colby O’Donis |
| 2008 | Poker Face                      | DE1 ×4Vierfachplatin · (77 Wo.)DE                                                                                                   | AT1 Platin · (60 Wo.)AT | CH1 ×3Dreifachplatin · (72 Wo.)CH                                                                                                   | UK1 ×3Dreifachplatin · (84 Wo.)UK                                                                                                   | US1 Diamant · (40 Wo.)US | Erstveröffentlichung: 23. September 2008 Verkäufe: + 16.932.446                 |
| 2009 | Eh, Eh (Nothing Else I Can Say) | — | — | — | — | US— GoldUS | Erstveröffentlichung: 10. Januar 2009 Verkäufe: + 602.500                       |
| 2009 | LoveGame                        | DE7 Gold · (22 Wo.)DE | AT6 (21 Wo.)AT | CH15 (20 Wo.)CH | UK19 Gold · (22 Wo.)UK | US5 ×3Dreifachplatin · (22 Wo.)US                                                                                                   | Erstveröffentlichung: 23. März 2009 Verkäufe: + 4.051.000                       |
| 2009 | Paparazzi                       | DE1 ×3Dreifachgold · (35 Wo.)DE | AT3 (27 Wo.)AT | CH4 Gold · (28 Wo.)CH | UK4 ×2Doppelplatin · (49 Wo.)UK | US6 ×5Fünffachplatin · (27 Wo.)US                                                                                                   | Erstveröffentlichung: 6. Juli 2009 Verkäufe: + 7.357.500                        |

## Titelliste
| #       | Titel                                      | Songwriting                                                          | Produktion                        | Länge |
| ------- | ------------------------------------------ | -------------------------------------------------------------------- | --------------------------------- | ----- |
| 1.      | Just Dance (feat. Colby O’Donis)           | Stefani Germanotta, Nadir Khayat, Aliaune Thiam                      | RedOne                            | 4:04  |
| 2.      | LoveGame                                   | Stefani Germanotta, Nadir Khayat                                     | RedOne                            | 3:35  |
| 3.      | Paparazzi                                  | Stefani Germanotta, Rob Fusari                                       | Rob Fusari                        | 3:28  |
| 4.      | Poker Face                                 | Stefani Germanotta, Nadir Khayat                                     | RedOne                            | 3:59  |
| 5.      | Eh, Eh (Nothing Else I Can Say)            | Stefani Germanotta, Martin Kierszenbaum                              | Martin Kierszenbaum               | 2:56  |
| 6.      | Beautiful, Dirty, Rich                     | Stefani Germanotta, Rob Fusari                                       | Rob Fusari                        | 2:54  |
| 7.      | The Fame                                   | Stefani Germanotta, Martin Kierszenbaum                              | Martin Kierszenbaum               | 3:44  |
| 8.      | Money Honey                                | Stefani Germanotta, Nadir Khayat, Bilal Hajji                        | RedOne                            | 3:26  |
| 9.      | Starstruck (feat. Space Cowboy & Flo Rida) | Stefani Germanotta, Martin Kierszenbaum, Nick Dresti, Tramar Dillard | Martin Kierszenbaum, Space Cowboy | 3:37  |
| 10.     | Boys Boys Boys                             | Stefani Germanotta, Nadir Khayat                                     | RedOne                            | 3:22  |
| 11.     | Paper Gangsta                              | Stefani Germanotta, Nadir Khayat                                     | RedOne                            | 4:23  |
| 12.     | Brown Eyes                                 | Stefani Germanotta, Rob Fusari                                       | Rob Fusari                        | 4:03  |
| 13.     | I Like It Rough                            | Stefani Germanotta, Martin Kierszenbaum                              | Martin Kierszenbaum               | 3:22  |
| 14.     | Summerboy                                  | Stefani Germanotta, Brian Kierulf, Josh Schwartz                     | Brian & Josh                      | 3:41  |
| 15.     | Disco Heaven                               | Stefani Germanotta, Rob Fusari, Tom Kafafian                         | Rob Fusari                        | 3:41  |
| 16.     | Retro Dance Freak                          | Stefani Germanotta, Rob Fusari                                       | Rob Fusari                        | 3:26  |
| Quelle: |                                            |                                                                      |                                   |       |

Anmerkungen
- Die Originalversion enthält das Lied Again Again, dafür fehlen Disco Heaven und Paper Gangsta. Hierbei handelt es sich um die einzige Ausgabe des Albums mit rotem Schriftzug.[23]
- Die internationale Veröffentlichung enthält die obige Titelliste. Zusätzlich kam es zu leichten Änderungen des Covers: Der Schriftzug „Lady Gaga“ in roter Farbe wurde durch eine blaue Version ersetzt.
- Die britische Version enthält einen Remix des Liedes Love Game, die japanische das Bonus-Lied Retro Dance Freak. Beiden liegt eine DVD mit den Singles zugehörigen Musikvideos bei.[24][25]

## Mitwirkende
Die folgenden Personen wirkten bei der Entstehung von The Fame mit.

### Musik
- Gesang, Hintergrundgesang: Stefani Germanotta, Akon, Colby O’Donis, Space Cowboy, Flo Rida, RedOne
- Aufnahmen: RedOne
- Gitarre: Tom Kafafian
- Bass: Calvin Gaines, Victor Bailey
- Schlagzeug: Dave Murga
- Klavier, Synthesizer, Tonarten: Stefani Germanotta
- Programmierungen, Instrumente: RedOne
- Arrangements: Joshua M. Schwartz
- Abmischung: Robert Orton
- Tontechnik: Dave Russel, Tony Uvgal
- Mastering: Gene Grimaldi

### Produktion
- Ausführender Produzent: Vincent Herbert
- Produktion: Rob Fusari, Bilal Hajji, Martin Kierszenbaum, RedOne, Space Cowboy, Brian Kierulf, Josh Schwartz
- Produktions-Koordination: Lisa Einhorn-Gilder
- A&R: Vincent Herbert, Martin Kierszenbaum
- A&R-Koordination: Vicki Boyd, Andrea Ruffalo
- A&R-Verwaltung: Jennifer Paola
- Management: Troy Carter, Leah London
- Fotografien: Pieter Henket, Candice Lawler, Warwick Saint
- Design: Liam Ward

## Kommerzieller Erfolg

### Chartplatzierungen
| ChartsChartplatzierungen       | Höchstplatzierung | Wochen |
| ------------------------------ | ----------------- | ------ |
| Deutschland (GfK)              | 1 (… Wo.)         | …      |
| Österreich (Ö3)                | 1 (295 Wo.)       | 295    |
| Schweiz (IFPI)                 | 1 (… Wo.)         | …      |
| Vereinigte Staaten (Billboard) | 2 (… Wo.)         | …      |
| Vereinigtes Königreich (OCC)   | 1 (325 Wo.)       | 325    |

| ChartsJahrescharts (2009)      | Platzierung |
| ------------------------------ | ----------- |
| Deutschland (GfK)              | 4           |
| Österreich (Ö3)                | 2           |
| Schweiz (IFPI)                 | 2           |
| Vereinigte Staaten (Billboard) | 8           |
| Vereinigtes Königreich (OCC)   | 2           |

| ChartsJahrescharts (2010)      | Platzierung |
| ------------------------------ | ----------- |
| Deutschland (GfK)              | 3           |
| Österreich (Ö3)                | 1           |
| Schweiz (IFPI)                 | 1           |
| Vereinigte Staaten (Billboard) | 4           |
| Vereinigtes Königreich (OCC)   | 3           |

| ChartsJahrescharts (2011)      | Platzierung |
| ------------------------------ | ----------- |
| Österreich (Ö3)                | 68          |
| Schweiz (IFPI)                 | 66          |
| Vereinigte Staaten (Billboard) | 56          |
| Vereinigtes Königreich (OCC)   | 30          |

| ChartsJahrescharts (2017)      | Platzierung |
| ------------------------------ | ----------- |
| Vereinigte Staaten (Billboard) | 157         |

| ChartsJahrescharts (2022)      | Platzierung |
| ------------------------------ | ----------- |
| Österreich (Ö3)                | 60          |
| Schweiz (IFPI)                 | 87          |
| Vereinigte Staaten (Billboard) | 158         |
| Vereinigtes Königreich (OCC)   | 88          |

| ChartsJahrescharts (2023)      | Platzierung |
| ------------------------------ | ----------- |
| Deutschland (GfK)              | 90          |
| Österreich (Ö3)                | 52          |
| Schweiz (IFPI)                 | 31          |
| Vereinigte Staaten (Billboard) | 111         |
| Vereinigtes Königreich (OCC)   | 63          |

| ChartsJahrescharts (2024)      | Platzierung |
| ------------------------------ | ----------- |
| Deutschland (GfK)              | 38          |
| Österreich (Ö3)                | 30          |
| Schweiz (IFPI)                 | 22          |
| Vereinigte Staaten (Billboard) | 121         |
| Vereinigtes Königreich (OCC)   | 66          |

### Auszeichnungen für Musikverkäufe
The Fame verkaufte sich laut Schallplattenauszeichnungen und Einzelbelegen weltweit über 14,7 Millionen Mal. Es verkaufte sich alleine in Deutschland über 1,2 Millionen Mal, womit es zu den meistverkauften Musikalben des Landes der 2000er-Jahre zählt.
| Land/Region                  | Auszeichnungen für Musikverkäufe (Land/Region, Auszeichnung, Verkäufe) | Verkäufe    |
| ---------------------------- | ---------------------------------------------------------------------- | ----------- |
| Australien (ARIA)            | 6× Platin                                                              | 420.000     |
| Belgien (BRMA)               | 2× Platin                                                              | 60.000      |
| Brasilien (PMB)              | 2× Platin                                                              | 120.000     |
| Chile (IFPI)                 | 2× Platin                                                              | 30.000      |
| Dänemark (IFPI)              | 2× Platin                                                              | 40.000      |
| Deutschland (BVMI)           | 6× Platin                                                              | 1.200.000   |
| Europa (IFPI)                | 2× Platin                                                              | (2.000.000) |
| Finnland (IFPI)              | Platin                                                                 | 25.358      |
| Frankreich (SNEP)            | 3× Diamant                                                             | 1.500.000   |
| Golf-Kooperationsrat (IFPI)  | Platin                                                                 | 6.000       |
| Griechenland (IFPI)          | Platin                                                                 | 6.000       |
| Irland (IRMA)                | 9× Platin                                                              | 135.000     |
| Italien (FIMI)               | 5× Platin                                                              | 250.000     |
| Japan (RIAJ)                 | Diamant                                                                | 1.000.000   |
| Kanada (MC)                  | 7× Platin                                                              | 560.000     |
| Libanon (IFPI)               | Gold                                                                   | 3.000       |
| Mexiko (AMPROFON)            | 3× Gold                                                                | 120.000     |
| Neuseeland (RMNZ)            | 5× Platin                                                              | 75.000      |
| Niederlande (NVPI)           | Gold                                                                   | 25.000      |
| Norwegen (IFPI)              | 17× Platin                                                             | 510.000     |
| Österreich (IFPI)            | 7× Platin                                                              | 140.000     |
| Philippinen (PARI)           | 9× Platin                                                              | 135.000     |
| Polen (ZPAV)                 | 3× Platin                                                              | 60.000      |
| Portugal (AFP)               | Platin                                                                 | 20.000      |
| Schweden (IFPI)              | Platin                                                                 | 40.000      |
| Schweiz (IFPI)               | 4× Platin                                                              | 120.000     |
| Singapur (RIAS)              | 2× Platin                                                              | 20.000      |
| Spanien (Promusicae)         | Platin                                                                 | 60.000      |
| Ungarn (MAHASZ)              | 2× Platin                                                              | 12.000      |
| Vereinigte Staaten (RIAA)    | 6× Platin                                                              | 6.000.000   |
| Vereinigtes Königreich (BPI) | 11× Platin                                                             | 3.400.000   |
| Insgesamt                    | 3× Gold · 116× Platin · 4× Diamant ·                                   | 15.784.358  |

Hauptartikel: Lady Gaga/Auszeichnungen für Musikverkäufe